# Watling Street
|  | Per a altres significats, vegeu «batalla de Watling Street». |

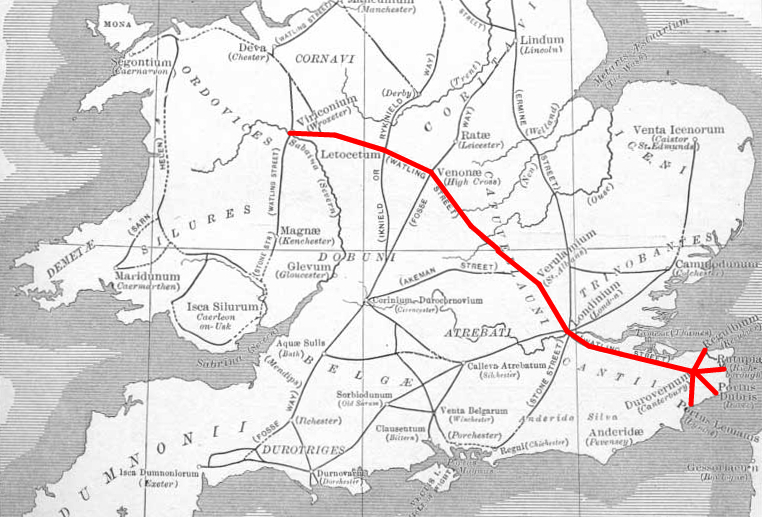
La via (marcada amb vermell) en temps de la conquesta romana de Britànnia.

Watling Street és el nom donat a una antiga via situada entre Anglaterra i Gal·les, construïda pels romans, per damunt d'un antic camí usat pels celtes que unia les actuals ciutats de Canterbury i St Albans.
Els romans, més tard, van construir la via empedrada. Una part d'aquesta via està identificada a l'Itinerari d'Antoní amb el nom d'Iter III: "Item a Londinio ad portum Dubris" que significa: "de Londres fins al port de Dover". El nom deriva de l'antic nom saxó "Wæcelinga Stræt", que voldria dir el carrer de la gent de Wæcel. Wæcel significaria 'estranger', paraula que s'aplicava als celtes que habitaven el que avui és Gal·les.
En un tram d'aquesta via es va dur a terme la batalla de Watling Street l'any 60 o el 61, que va enfrontar una aliança de tribus dirigides per la reina dels icens, Boudica, contra els exèrcits romans estacionats a la província, comandats pel governador Gai Suetoni Paulí. La victòria romana va ser decisiva per la dominació de Britànnia.
La major part de la via s'usa actualment, ja que s'ha reutilitzat i convertit en autopistes. La de Londres a Dover és la A2. El tram de Londres a Shrewsbury és la A5, que desvia més endavant cap a Wellington.